# (9082) Leonardmartin
(9082) Leonardmartin est un astéroïde de la ceinture principale aréocroiseur.

## Description
(9082) Leonardmartin est un astéroïde aréocroiseur. Il présente une orbite caractérisée par un demi-grand axe de 2,74 UA, une excentricité de 0,43 et une inclinaison de 30,3° par rapport à l'écliptique.

## Compléments